# Entscheidungsfrage
Die Entscheidungsfrage (auch Ja-/Nein-Frage, Satzfrage) ist ein Typ von Fragesatz. Entscheidungsfragen sind die Fragen, auf die man nur mit „ja“ oder mit „nein“ antworten kann, und gehören damit zu den geschlossenen Fragen.

## Form der Entscheidungsfragen
Entscheidungs- und Alternativfragen benötigen keine Fragewörter. Daher kann es vorkommen, dass sie in ihrer Wortfolge einem Aussagesatz gleichen. In vielen Sprachen werden Entscheidungsfragen nur durch den Kontext oder die Intonation als solche erkannt. Auch das Deutsche kennt diese Fragen:
- Entscheidungsfrage: „Du hast das gemacht?“ – „Kommst du?“ (steigende Intonation).
- Aussagesatz: „Du hast das gemacht.“ (fallende Intonation).
- Alternativfrage: „Nehmen Sie Rubel oder Dollar?“ – „Sie nehmen Rubel oder Dollar?“

In indirekter Rede dagegen werden Entscheidungsfragen durch eine besondere Konjunktion, nämlich das Wort ob, eindeutig als solche gekennzeichnet.
Grammatikalisch konstruiert wird die Entscheidungsfrage durch ein Verb an der ersten oder zweiten Stelle. Tritt das Verb an der zweiten Stelle auf, so ergibt sich bei der Aussprache ein fallend-steigendes Tonmuster.

## Varianten
Eine Variante der Entscheidungsfrage ist die Vergewisserungsfrage. Der Sprecher erwartet, dass der Befragte zustimmt. Die Entscheidungsfrage enthält im Deutschen die Partikeln doch bzw. doch wohl:
- „Sie haben doch ein wenig Zeit für mich?“
- „Du wirst doch wohl die Hausaufgaben erledigen?“

Ähnliche Konstruktionen sind Refrainfrage und Suggestivfrage.

## Entscheidungsfragen in anderen Sprachen
In vielen Sprachen werden außerdem Fragepartikeln eingesetzt, um diese Fragen zu erzeugen. So fragt man im Türkischen:
- Okula gidiyor mu? – „Geht er zur Schule?“

Das mu (alternierend nach der Vokalharmonie auch mü/mi/mı) ist hierbei die Fragepartikel, mit der die Entscheidungsfrage gebildet wird.
Im Chinesischen wird auf die gleiche Weise gefragt:
- 这是我的书吗? (Zhè shì wŏ de shū ma?) – „Ist das mein Buch?“

Das 吗 (ma) am Ende der Frage dient dazu, aus dem Aussagesatz (wörtlich: „Dies (hier) ist mein Buch.“) eine Frage zu bilden.
Im Arabischen werden Entscheidungsfragen mit dem Fragenpartikel هَلْ (hal) eingeleitet. Auch hier dient es der Umformung eines Aussagesatzes in eine Frage:
- .أَنْتَ فِلَسْطِينِيّ (anta filasṭīniyy) – „Du [bist] Palästinenser.“
- هَلْ أَنْتَ فِلَسْطِينِيّ؟ (hal 'anta filasṭīniyy?) – „[Bist] du Palästinenser?“

Auch im Altgriechischen fungieren die Worte ἆρα und ἦ zur Einleitung von Entscheidungsfragen.
- ἆρα πάρεστιν (Ara párestin?) – „Ist er da?“

Die Fragepartikel lassen sich für gewöhnlich nicht ins Deutsche übersetzen.